# Chresiona
Chresiona (лат.) — род аранеоморфных пауков из семейства Macrobunidae клады Entelegynae. Включает 3 вида. До 2023 года трактовался в составе семейства Пауки-амауробииды.

## Описание
Мелкие пауки, длина от 3,8 мм у Chresiona nigrosignata и 4,0 мм у Chresiona convexa до 4,5 мм у Chresiona invalida. Встречаются в Южной Африке: Лесото и ЮАР. Известно 3 вида. Этот род был описан в 1903 году французским арахнологом Эженом Симоном в составе семейства Dictynidae. В 1967 году Лехтинен поместил его в Amaurobiidae, а затем в 2023 году Горно, Крюс, Кала-Рикельме, Монтана, Спанья, Балларин, Алмейда-Сильва и Эспозито пересмотрели классификацию и поместили его в семейство Macrobunidae.
- Chresiona convexa Simon, 1903
  - Chresiona quadrilineata Simon, 1903
- Chresiona invalida (Simon, 1898)
  - Cybaeus invalidus Simon, 1898
- Chresiona nigrosignata Simon, 1903
  - Chresiona albescens Simon, 1903